# Hexarthra propinqua
Hexarthra propinqua är en hjuldjursart som först beskrevs av Bartoš 1948.  Hexarthra propinqua ingår i släktet Hexarthra och familjen Hexarthridae. Inga underarter finns listade i Catalogue of Life.